# Bulbostylis radiciflora
Bulbostylis radiciflora là một loài thực vật có hoa trong họ Cói. Loài này được (Maury) Beetle mô tả khoa học đầu tiên năm 1949.